# Milagro en la Plaza del Progreso
Milagro en la Plaza del Progreso es una obra de teatro de Joaquín Calvo Sotelo, estrenada en el Teatro Infanta Isabel, de Madrid el 18 de noviembre de 1953.

## Argumento
Claudio, un humilde empleado de un banco, decide sustraer en su entidad la cantidad de un millón de pesetas para distribuirlo entre los viandantes con los que se tope en la calle. Cuando el infeliz es apresado por las fuerzas del orden, aquellos que recibieron el donativo, incluso desde su más absoluta pobreza, se aprestan a devolver el dinero para que el incauto no sea encarcelado.

## Representaciones destacadas
- Teatro (Estreno, 1953)
  - Intérpretes: Mariano Asquerino, Irene Caba Alba, Ricardo Yuste, Ana María Morales, Julia Gutiérrez Caba, Irene Gutiérrez Caba, Rafaela Aparicio, José Montijano.

- Cine (Un ángel tuvo la culpa, España, 1960)
  - Dirección: Luis Lucia.
  - Intérpretes: José Luis Ozores, Emma Penella, Amparo Rivelles, Alfredo Mayo, María Fernanda Ladrón de Guevara, José Luis López Vázquez, María Luisa Ponte.

- Televisión (Primera fila, TVE, 1965)
  - Dirección: Marcos Reyes.
  - Intérpretes: Fernando Delgado, Giove Campuzano, Mercedes Barranco, Valeriano Andrés, José María Escuer, Tina Sáinz, Mary González, María José Valero.